# Prehistorik
Prehistorik est un jeu vidéo de plates-formes sorti en 1991 sur Amiga, Amiga CDTV, Amstrad CPC, Atari ST, DOS et Windows. Le jeu a été  édité par Titus Interactive. 
Il a tout d'abord été conçu et développé sur Atari ST par une équipe de programmeurs indépendants, Cybele, puis repris par Titus Interactive pour les autres plateformes.

## Système de jeu
Le personnage jouable est un homme préhistorique du genre Néandertalien armé d'un gourdin. À la recherche de nourriture, il doit se confronter à des dinosaures et autres animaux qui entrent sur son chemin. Certains êtres hostiles ne peuvent pas être battus, le joueur doit donc faire en sorte de les éviter.

## Historique
Prehistorik a connu une suite portant le nom Prehistorik 2.
En 2013, Anuman Interactive annonce le lancement d'un remake du jeu sur iPhone, iPad et Android.

## Série
1. Prehistorik
2. Prehistorik 2 (1993, Amstrad CPC, PC[4])
3. Prehistorik Man (1995, Super Nintendo, Game Boy)